# World of Wonder
World of Wonder Productions és una empresa productora estatunidenca fundada el 1991 pels cineastes Randy Barbato i nascut a Portsmouth Fenton Bailey. Amb seu a Los Angeles, Califòrnia, l'empresa està especialitzada en documentals, produccions de televisió i cinema, amb crèdits com el Million Dollar Listing docuseries, RuPaul's Drag Race, i les pel·lícules documentals Mapplethorpe: Look at the Pictures  (2016) i The Eyes of Tammy Faye (2000). Junts, Bailey i Barbato han produït programació a través de World of Wonder per a HBO, Bravo, HGTV, Showtime, la BBC, Netflix, i VH1.
World of Wonder és potser més conegut per les seves contribucions a la programació LGBTQ, per la qual van guanyar un Premi a l'èxit anual Outfest el 2011. La seva producció LGBTQ més coneguda és RuPaul's Drag Race, després d'haver gestionat la carrera de drag queen i amfitrió titular RuPaul durant molts anys abans d'això, finalment va produir la franquícia juntament amb la majoria dels seus programes en directe, podcasts, especials de televisió i convencions.

## Història
Bailey i Barbato van cofundar World of Wonder després de reunir-se al programa de postgrau de cinema de la NYU a mitjans dels anys vuitanta, on inicialment van formar un duo de disc pop rock anomenat Fabulous Pop Tarts sota el seu segell discogràfic, World of Wonder (amb el nom prové d'un vòmic britànic que Bailey solia llegir de petit). Bailey i Barbato van començar a actuar regularment a Danceteria i altres clubs dels barris baixos de la ciutat de Nova York. Van produir dos àlbums, Age of the Thing que va incloure el seu èxit New York City Beat, i Gagging on the Lovely Extravaganza, que inclou les aparicions estelars de Lady Miss Kier, RuPaul, Martyn Phillips, i Filthy the Dog.
World of Wonder va actuar inicialment com a vehicle de gestió dels Fabulous Pop Tarts, organitzant projectes de producció i llicències de televisió, realització de pel·lícules documentals i l'expansió de la carrera dels seus amics i companys artistes, en particular RuPaul, a qui van conèixer a Atlanta als anys vuitanta i hi han continuat treballant plegats. Van produir el primer àlbum de RuPaul, "RuPaul is Star Booty", el 1986 i es van convertir en el seu gerent poc després de llançar World of Wonder el 1991. Des d'aleshores han produït tots els seus programes de televisió, les seves convencions de DragCon bicostaneres i produccions musicals, i han guanyat diversos premis Emmy.
World of Wonder comparteix el seu nom amb un dels seus primers documentals de televisió, Died on the 4th of July: Nelson Sullivan's World of Wonder. Nelson Sullivan va ser una figura central de l'escena artística i de clubs del centre de la ciutat de Nova York dels anys vuitanta, gravant obsessivament tot el que va veure abans de morir d'un atac de cor el 4 de juliol de 1989. Sullivan va deixar enrere més de 1200 hores de imatges de vídeo preses durant l'última dècada de la seva vida. Des d'aquesta arxiu, World of Wonder va crear un retrat documental d'una hora de Sullivan, que es va emetre al Canal 4 del Regne Unit, i també es va incloure al llançament en DVD de Party Monster: The Shockumentary. Basat, en part, en aquest documental, Sullivan va continuar guanyant-se un respecte pòstum com a destacat historiador, i els seus vídeos guanyaren una audiència més jove i més àmplia després del seu penjament a YouTube. L'enfocament inicial en Sullivan va ser la base de l'interès constant de l'empresa en la realització de pel·lícules documentals. El 2014, Bailey i Barbato van ser guardonats amb el premi IDA Pioneer, "celebrant els èxits, el lideratge i la visió excepcionals a la comunitat de no ficció i documentals".
World of Wonder funciona des d'un edifici històric art-deco a Hollywood Boulevard. Dissenyat pels arquitectes S. Tilden Norton i Fredrick H. Wallis i erigit el 1930, l'edifici va servir com a casa original del Directors Guild of America. La World of Wonder Storefront Gallery ara ocupa l'espai comercial de la planta baixa, amb oficines de producció i gestió ocupant els tres pisos superiors. El soterrani, antigament seu del club de punk rock The Masque, ara allotja l'arxiu de vídeos de la companyia i un escenari sonor.

## Televisió
World of Wonder produeix principalment contingut de televisió per a xarxes dels Estats Units i el Regne Unit, com ara BBC, Channel 4, FIVE, HBO, Cinemax, TLC, PBS, Showtime, A&E, MTV, VH1 i Bravo. Les produccions de les últimes tres dècades inclouen RuPaul's Drag Race, Manhattan Cable amb Laurie Pike, The Adam and Joe Show,Tori & Dean: Inn Love, Good Work, Million Dollar Listing, docusèries, Heli-Loggers, Pam Anderson: Girl on the Loose, Big Freedia, i Island Hunters. World of Wonder també va produr les sèries documentals One Punk Under God, Sex Change Hospital, i TransGeneration, un dels primers programes de televisió sense guió centrats en la comunitat trans, que va guanyar el GLAAD Award de 2006 al millor documental.
La companyia ha estat produint la franquícia de Drag Race de RuPaul des del 2009, incloses The RuPaul Show, RuPaul's Drag Race, i RuPaul's Drag Race: All Stars, la sèrie spinoff RuPaul's Drag U (2010–2012), i RuPaul's Drag Race: Untucked, un darrere les escenes després del programa que s'emet després de cada nou episodi de la sèrie original.
Una altra franquícia de WOW, Million Dollar Listing, va debutar a LA el 2006 i des de llavors s'ha expandit per incloure sèries de Nova York, San Francisco i Miami. El spin-off, Sell It Like Serhant, un dels més reeixits del Million Dollar Listing New York, Ryan Serhant el va llançar el 2018.
El treball de World of Wonder a la televisió ha estat guardonat amb més de dues dotzenes de nominacions als Emmy i múltiples victòries per RuPaul's Drag Race, inclosos els premis al millor general en la categoria de realitat i al millor presentador. També han rebut diverses nominacions als Emmy per la seva programació de documentals.
El 2021, World of Wonder va produir Catch and Kill: The Podcast Tapes també dirigit per Bailey i Barbato, i Small Town News: KPVM Pahrump per HBO.

## Pel·lícules documentals
World of Wonder ha produït molts llargmetratges documentals sobre temes provocadors al llarg dels anys, molts dels quals han obtingut premis i nominacions de la indústria. Aquests inclouen Inside Deep Throat, que es va estrenar al Sundance; el biopic de HBO Wishful Drinking, amb Carrie Fisher i que va rebre dues nominacions als Emmys; i Becoming Chaz, que es va estrenar a Sundance com el primer documental de la cadena OWN i que fou nominat a tres Emmys. També van produir els llargmetratges Party Monster amb Macaulay Culkin i Seth Green, i Menendez: Blood Brothers amb Courtney Love, Nico Tortorella, Benito Martinez i Myko Oliver.
Bailey i Barbato han produït un munt d'altres documentals originals, inclòs Party Monster: The Shockumentary, que va guanyar un Emmy d'edició; The Eyes of Tammy Faye, Monica in Black and White, Gender Revolution amb Katie Couric, i The Last Beekeeper. El 2017, Out of Iraq, el seu documental que narra la relació entre dos reclusos servir a l'Iraq va guanyar un Emmy diürn per a Logo TV. El març de 2018, el documental When the Beat Drops, dirigit per Jamal Sims, estrenada al Festival Internacional de Cinema de Miami, on va guanyar el Knight Documentary Achievement Award. El 2018 World of Wonder va produir i dirigir un HBO documental que examina la història de l'Estàtua de la Llibertat, “Liberty: Mother of Exiles.” L'empresa també fou encarregar per YouTube per crear Stonewall Outloud, un documental basat en les protestes pels drets dels homosexuals de Stonewall de 1969, utilitzant les gravacions d'àudio del fundador de StoryCrops, Dave Isay.

## Nous mitjans
Amb els anys, World of Wonder va ampliar la seva presència a nous tipus de mitjans, com ara convencions, vídeo sota demanda, xarxes socials i blocs. The WOW Report, un bloc que ofereix una cobertura diària dels sectors de la cultura pop i de l'oci nocturn i va ser nomenat Millor bloc de contracultura per LA Weekly l'any 2011.
El 2015, World of Wonder va afegir convencions a la seva cartera amb el llançament de RuPaul's DragCon LA situat al Los Angeles Convention Center. La celebració més gran de l'art i la cultura drag del món amb més de 50.000 assistents, van llançar RuPaul's DragCon NYC al Javits Convention Center de la ciutat el 2017, on es van exhaurir totes les entrades.
El novembre de 2017, World of Wonder va llançar el servei de transmissió per subscripció WOW Presents Plus. El servei ofereix accés a la seva biblioteca exclusiva de programes de televisió, pel·lícules i esdeveniments en directe, juntament amb material original nou que abasta l'àmbit de la cultura pop i la societat LGBTQ. La seva sèrie original exclusiva inclou “Cool Mom with Jinkx Monsoon,” "UNHhhh," i “Detox’s Life Rehab.” WOW Presents Plus també es centra en els documentals, després d'haver produït "Becoming Chaz" i "Died on the 4th of July: Nelson Sullivan's World of Wonder".
El gener de 2020, World of Wonder va començar la seva primera residència a Las Vegas Strip, l'espectacle escènic RuPaul's Drag Race Live al Flamingo Las Vegas, dirigit per RuPaul i Jamal Sims.
World of Wonder també té un canal de YouTube anomenat "WOWPresents", que mostra 3,000 vídeos i té més de 1.7 milions de subscribtors.

## Premis
- World of Wonder cull el seu propi programa de premis anomenat "WOWIE Awards" que celebra "el millor en entreteniment, art LGBTQ+, realitat glamazoniana i trampes de la set".[58][59]
- El bloc de l'empresa, The WOW Report, va ser nomenat "Millor bloc de contracultura" per LA Weekly el 2011.[49]
- Million Dollar Listing New York va ser una nominada als premis Emmy 2015 pel programa de realitat no estructurada excepcional.[60]
- RuPaul's Drag Race va guanyar el TCA Award per assoliments destacats en programació de realitat el 2014.[61]
- Big Freedia (Fuse) va guanyar el GLAAD Media Award 2014 al programa de realitat excepcional.[62][63]
- Barbato i Bailey van rebre el premi IDA Pioneer el desembre de 2014.[64][65]
- Mapplethorpe: Look at the Pictures va ser nominada a dos premis als premis Emmy 2016, per "Cinematografia destacada per a un programa de no ficció" i "Excel·lent documental o especial de no ficció".[66]
- World of Wonder va guanyar un Premi Daytime Emmy el maig de 2017 per Out of Iraq,[67] un documental de Logo TV.[68][69]
- RuPaul's Drag Race ha estat nominat a vint-i-nou premis Emmy i n'ha guanyat tretze, inclòs el millor presentador d'una sèrie de realitat el 2016 i el mateix premi el 2017 juntament amb el maquillatge excepcional i l'edició excepcional.[32]
- When the Beat Drops - Premi Knight Documentary Achievement el 2017.[70]
- UNHhhh ha estat nominat a dos Streamy Awards al xou de l'any i millor sèrie sense guió el 2017 i el 2019.[71]